# Erich von Däniken
Erich Anton Peter von Däniken (Zofingen, 14 de abril de 1935) é um teórico da conspiração, escritor e arqueólogo suíço e um dos fundadores do AAS RA (Archaeology, Astronautics and SETI Research Association) mundialmente conhecido por escrever o livro Eram os Deuses Astronautas? e por ser um dos principais idealizadores da série Alienígenas do Passado que apresenta a ideia de que o homem primitivo foi visitado por seres extraterrestres desde os tempos pré-históricos. Von Däniken é o principal responsável por popularizar a crença de que fomos visitados por seres de outros planetas, descritos em diversos livros antigos como o Mahabharata, o Canchur Tibetano, a Bíblia Israelense, o Alcorão Árabe e inclusive em Papiros recém descobertos e obviamente na literatura e escrituras das principais religiões e civilizações da humanidade. Vön Daniken traz como definição de que povos antigos foram visitados por seres alienígenas, provenientes de outros planetas, já que só na Via Láctea já foram encontradas mais de 100 bilhões de estrelas, várias delas, eventualmente, tendo seus respectivos exoplanetas.
As ideias apresentadas em seus livros são rejeitadas por praticamente todos os cientistas e acadêmicos, que categorizam seu trabalho como pseudohistória, pseudoarqueologia e pseudociência. No início de sua carreira, ele foi condenado e cumpriu pena por várias acusações de fraude ou peculato, escrevendo um de seus livros na prisão.

## Sobre o autor
O suíço Erich Von Däniken é o autor do livro Eram os Deuses Astronautas?, Chariots of the Gods? em inglês, que rapidamente se tornou num best-seller nos Estados Unidos, na Europa e na Índia. Esse livro ficou famoso na década de 1970 por descrever a hipótese de que os deuses, descritos na literatura e nas escrituras das principais religiões e civilizações, eram na realidade extraterrestres que alegadamente teriam visitado o planeta Terra no passado. Segundo von Däniken, o livro foi traduzido em 32 línguas, tendo vendido mais de 63 milhões de exemplares.
Däniken tornou-se cofundador da Archaeology, Astronautics and SETI Research Association (AAS RA), Associação de Pesquisa Arqueológica, Astronáutica e SETI, e desenhou o parque de diversões Mystery Park, em Interlaken, Suíça, que abriu pela primeira vez em 23 de maio de 2003.

## Início de vida
Von Däniken teve uma educação Católica rigorosa e frequentou a escola internacional Católica de Saint-Michel em Fribourg, Suíça. Durante este tempo na escola, Däniken rejeitou a interpretação que a igreja faz da Bíblia e desenvolveu um interesse por astronomia e os fenómenos de discos voadores.

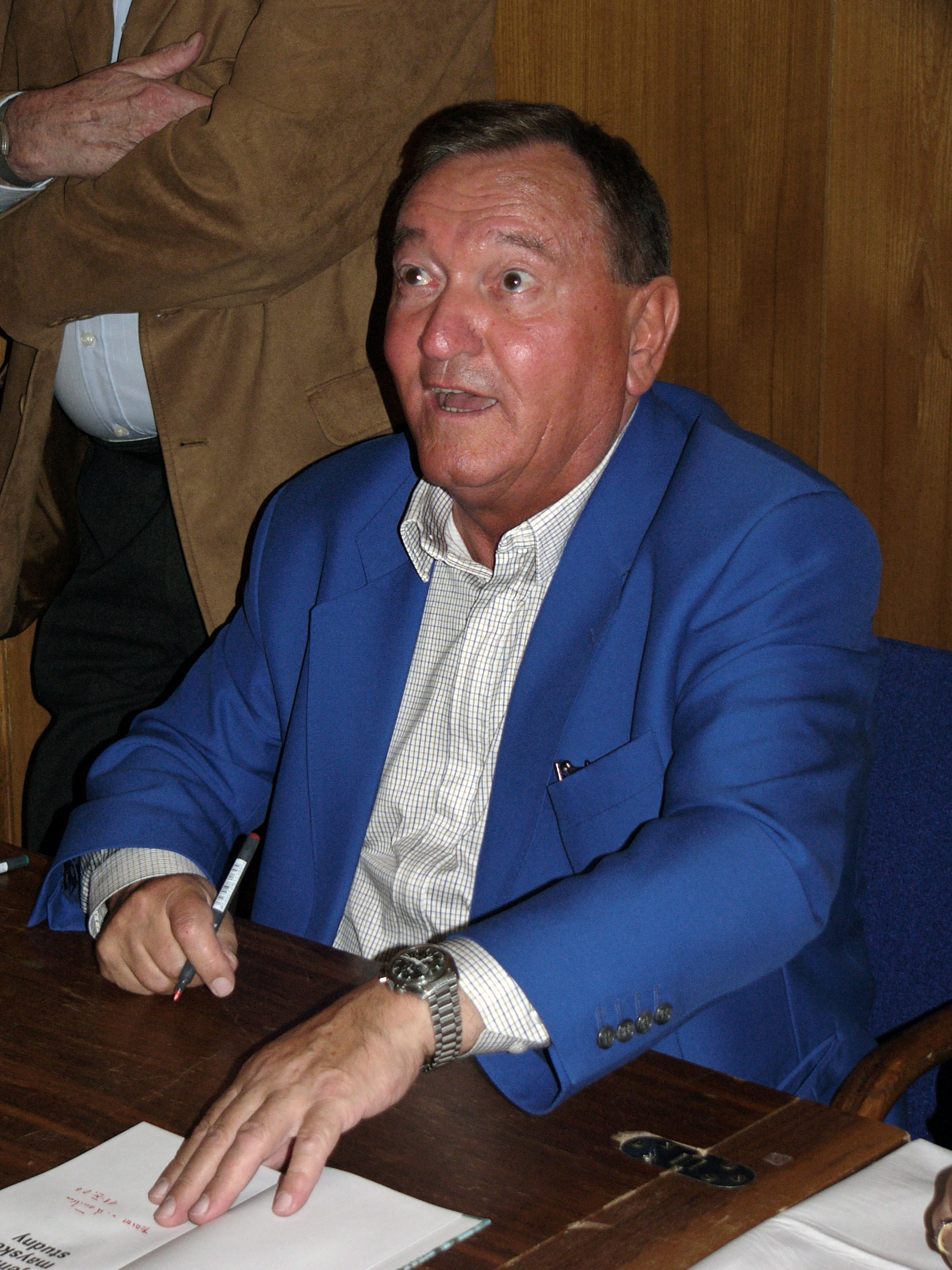
Escritor Erich von Däniken

Aos 19 anos, von Däniken recebeu uma pena suspensa de quatro meses por furto. Von Däniken saiu da escola e tornou-se aprendiz de um hoteleiro suíço. Depois de se mudar para o Egito, foi condenado por fraude e peculato.
Depois tornou-se gestor do Hotel Rosenhügel em Davos, Suíça, durante este tempo escreveu o livro Eram os Deuses Astronautas?, trabalhando no manuscrito durante a noite, depois dos hóspedes se retirarem. Em dezembro de 1964, von Däniken escreveu Hatten unsere Vorfahren Besuch aus dem Weltraum? ("Os nossos antepassados receberam uma Visita do Espaço?") para o periódico teuto-canadense Der Nordwesten. O livro Eram os Deuses Astronautas? foi aceite para publicação por uma editora no início do ano 1967 e lançado em 1968.
Em novembro de 1968, von Däniken foi preso por fraude depois de falsificar os registos do hotel e referências de crédito com o objectivo de contrair empréstimos no valor de $ 130 000,00 (valores da época) no decorrer de doze anos. Ele usou o dinheiro para viagens ao estrangeiro para fazer pesquisas para o seu livro. Dois anos mais tarde, von Däniken foi condenado por peculato "repetido e continuado", fraude e falsificação, com o tribunal a decidir que o escritor tinha estado a viver um estilo de vida de "playboy". Von Däniken apresentou recurso para nulidade do processo na base de que as suas intenções não eram maliciosas e as instituições de crédito teriam falhado em investigar adequadamente as suas referências. No dia 13 de fevereiro de 1970, von Däniken recebeu uma sentença de prisão de três anos e meio e multa de 3 000 francos. Ele cumpriu um ano da sua sentença antes de ser libertado.
O seu primeiro livro, Eram os Deuses Astronautas?, foi publicado na mesma época do julgamento, sendo que as vendas permitiram-lhe pagar as suas dívidas e sair do negócio da hotelaria. Von Däniken escreveu o seu segundo livro, Gods from Outer Space, enquanto estava na prisão.

## Alegações de influência extraterrestre na Terra
Em 1966, quando Däniken estava a escrever o seu primeiro livro, os cientistas Carl Sagan e I. S. Shklovskii, escreveram sobre as possibilidades da Teoria dos astronautas antigos e as alegações de visitas extraterrestres num dos capítulos do livro Intelligent Life in the Universe, dando alguma legitimidade a esta ideia. Contudo muitas destas ideias apareceram de forma bastante diferente nos livros de Däniken. Carl Sagan foi sempre muito crítico em relação a von Däniken:
— Carl Sagan, no prefácio de The Space Gods Revealed
Anteriormente ao trabalho de Däniken, outros escritores apresentaram ideias de contactos extraterrestres. Däniken não refere alguns, ou mesmo todos estes autores, mesmo quando fazia as mesmas alegações usando evidências idênticas ou similares.
— Carl Sagan, no prefácio de The Space Gods Revealed

## Erros e omissões

O pilar de ferro de Deli, erigido por Chandragupta II, o Grande

### O pilar de Deli
No livro Eram os Deuses Astronautas?, Däniken escreveu sobre a existência de um pilar de ferro em Deli, Índia, que não enferruja e que seria uma evidência da existência de influência extraterrestre. Mais tarde, na sua entrevista para a Playboy, quando lhe foi dito de que a coluna tem sinais de ferrugem e que o método de construção é bem conhecido, Däniken disse que desde o momento em escreveu o livro terá tomado conhecimento de investigações que chegaram a outras conclusões e deixara de considerar este pilar um mistério.

### Cueva de los Tayos
No livro The Gold of the Gods, O Ouro dos Deuses, von Däniken escreveu que terá sido guiado por túneis artificiais nas grutas debaixo do Equador, Cueva de los Tayos, que continham ouro, estátuas estranhas e uma biblioteca com placas de metal, que ele considerou ser evidência de visitantes espaciais ancestrais. O homem que ele terá dito que lhe mostrou estes túneis, Juan Moricz, disse a Der Spiegel que as descrições de von Däniken vieram de uma longa conversa e que as fotos que foram incluídas no livro foram "retocadas". Von Däniken disse à Playboy que embora ele tenha visto a biblioteca e outros locais que descreveu, ele acabou por fabricar alguns dos eventos para dar algum interesse ao seu livro.
Mais tarde, em 1978, teria dito que nunca esteve na caverna ilustrada no seu livro, em vez disso teria estado numa "entrada lateral", disse ainda que teria fabricado toda a descida ao interior da gruta. Um geologista examinou a área e não encontrou qualquer sistema subterrâneo. Däniken também escreveu sobre uma coleção de objetos de ouro na posse de um sacerdote local, Padre Crespi, que tinha uma permissão especial do Vaticano para realizar pesquisa arqueológica. Mas o arqueólogo relatou a Der Spiegel que, apesar de existirem algumas peças de ouro, muitas eram apenas imitações destinadas a turistas, e que Crespi tinha dificuldade em distinguir bronze de latão.

### Estâncias de Dzyan
O doutor Samuel Rosenberg disse que o Livro de Dzyan, que contém as Estâncias de Dzyan, do qual von Däniken fez referência, foi "uma 'fabricação' sobreposta a um gigantesco embuste perpetrado por Madame Blavatsky." Ele também diz que o "Papiro de Tulli", citado por von Däniken num dos seus livros, é provavelmente construído a partir do Livro de Ezequiel, e citou o Dr. Nolli (pelo Dr. Walter Ramberg, Scientific Attache na embaixada dos Estados Unidos em Roma), na altura o Diretor da Secção Egípcia do Museu do Vaticano, como "suspeitando que Tulli foi levado para lá e de que o papiro era falso". Na opinião de Richard R. Lingerman do New York Times, é provável que von Däniken obteve estas referências de livro de OVNIS que mencionavam estes documentos como sendo reais.

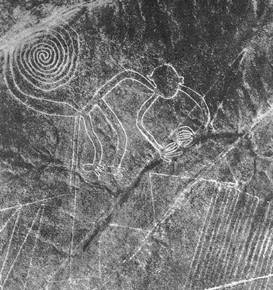
O Macaco, Linhas e Geóglifos de Nasca e das Pampas de Jumana, Património Mundial da UNESCO. Fotografia tirada por Maria Reiche(1953).

### Linhas de Nasca
Von Däniken trouxe a público as Linhas de Nasca com o seu livro de 1968, Eram os Deuses Astronautas?, atraiu tantos turistas que a pesquisadora Maria Reiche teve de gastar muito do seu tempo e dinheiro para as preservar. Von Däniken disse que as linhas foram construídas seguindo instruções de seres extraterrestres. No seu livro de 1998, Arrival of The Gods, acrescentou que algumas das fotografias retratavam extraterrestres. Os arqueólogos têm a certeza que as linhas foram criados por civilizações pré-colombianas para fins culturais e nem se deram ao trabalho de refutar este tipo de especulação. Silverman e Proulx dizem que este silêncio da parte dos arqueólogos prejudicou a profissão assim como a nação peruana. Esta ideia não era originalmente de von Däniken, começou como uma piada criada pelas primeiras pessoas que viram as linhas a partir do ar e que já tinha sido publicada por outras pessoas. Uma das fotografias apresentadas no livro Eram os Deuses Astronautas?, que von Däniken referia ser similar às marcas visíveis nos aeroportos modernos, era de dimensões reduzidas e apenas uma articulação de um joelho de uma das figuras que tinha a forma de uma ave; Däniken diz que esse teria sido um erro da primeira edição e que não era ele que fazia essa alegação no livro, mas o erro acabou por não ser corrigido na edições que se seguiram.

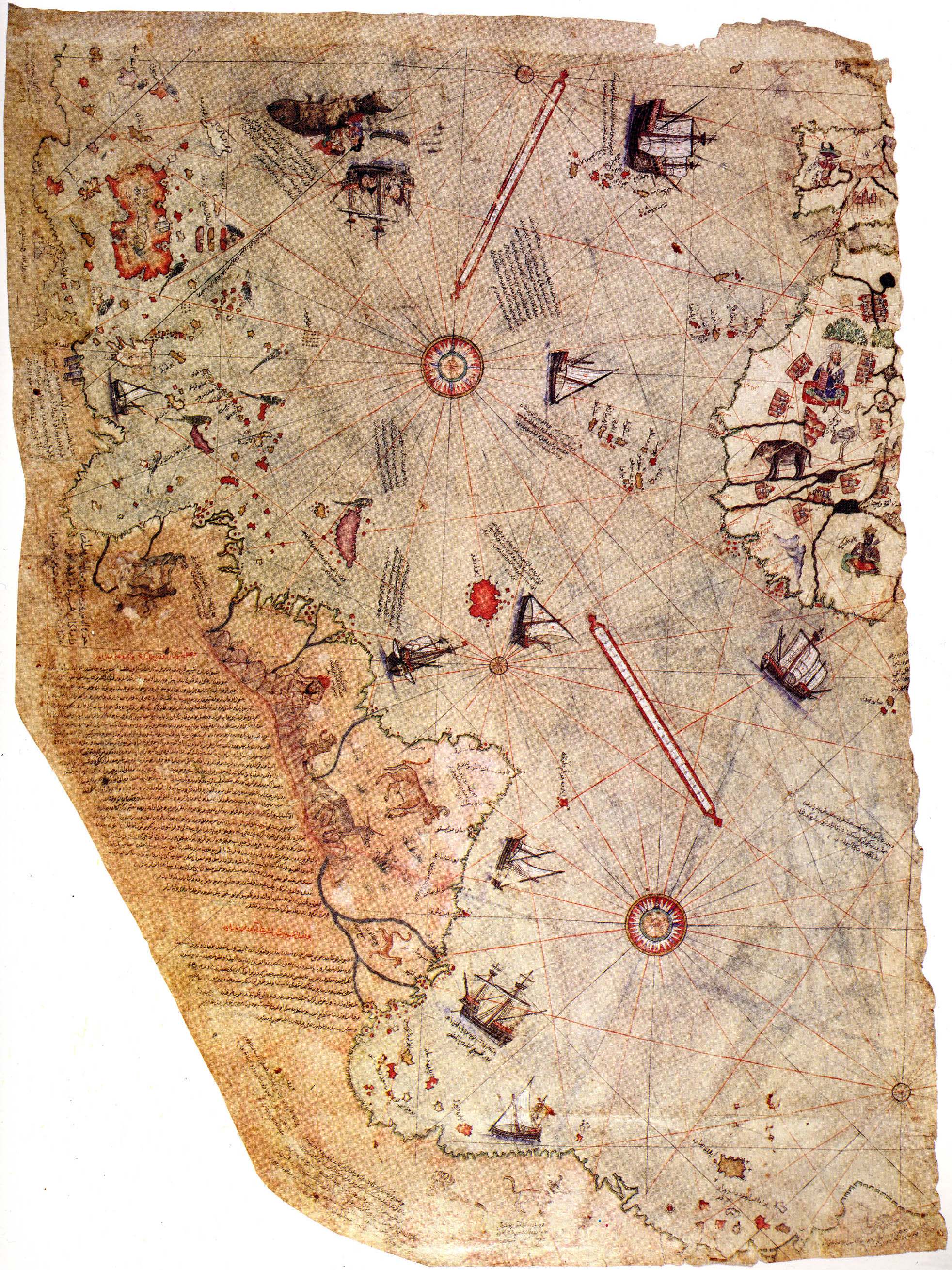
Fragmento do mapa-múndi de Piri Reis (1513), no Palácio de Topkapı, em Istambul.

### Mapa de Piri Reis
Von Däniken escreveu em Eram os Deuses Astronautas? que uma versão do mapa Piri Reis ilustrava algumas montanhas do Antártico que estavam e continuam a estar cobertas pelo gelo, e que apenas poderiam ser mapeadas com recurso a equipamento moderno. A sua teoria tem por base o livro Maps of the Ancient Sea Kings, por Charles Hapgood. A. D. Crown em Some Trust in Chariots explica como é que isto está simplesmente errado. O mapa no livro de von Däniken apenas estende 5 graus a sul do equador, terminando no Cabo de São Roque, que significa que não estende até à Antártica. Däniken também disse que o mapa mostrava algumas distorções que apenas aconteceriam se este fosse uma vista aérea obtida a partir de uma nave espacial a voar por cima do Cairo, mas na realidade o mapa não estende o suficiente para sul de forma a causar distorções numa vista aérea. Von Däniken também faz afirmações sobre a existência de uma lenda que diz que um deus deu o mapa a um sacerdote, o deus como sendo um ser extraterrestre. Contudo, Piri Reis disse que este terá desenhado o mapa ele próprio utilizando mapas antigos, e o mapa é consistente com o conhecimento cartográfico existente nesse tempo. Aliás, o mapa também não é "absolutamente preciso" como teria afirmado von Däniken, porque este contém muitos erros e omissões; um facto que von Däniken não corrigiu quando analisou o mapa novamente em 1998, no livro Odyssey of the Gods. Outros autores tinham também publicado a mesma idade, um facto que von Däniken não reconheceu até 1974 numa entrevista à revista Playboy.

### Pirâmide de Quéops

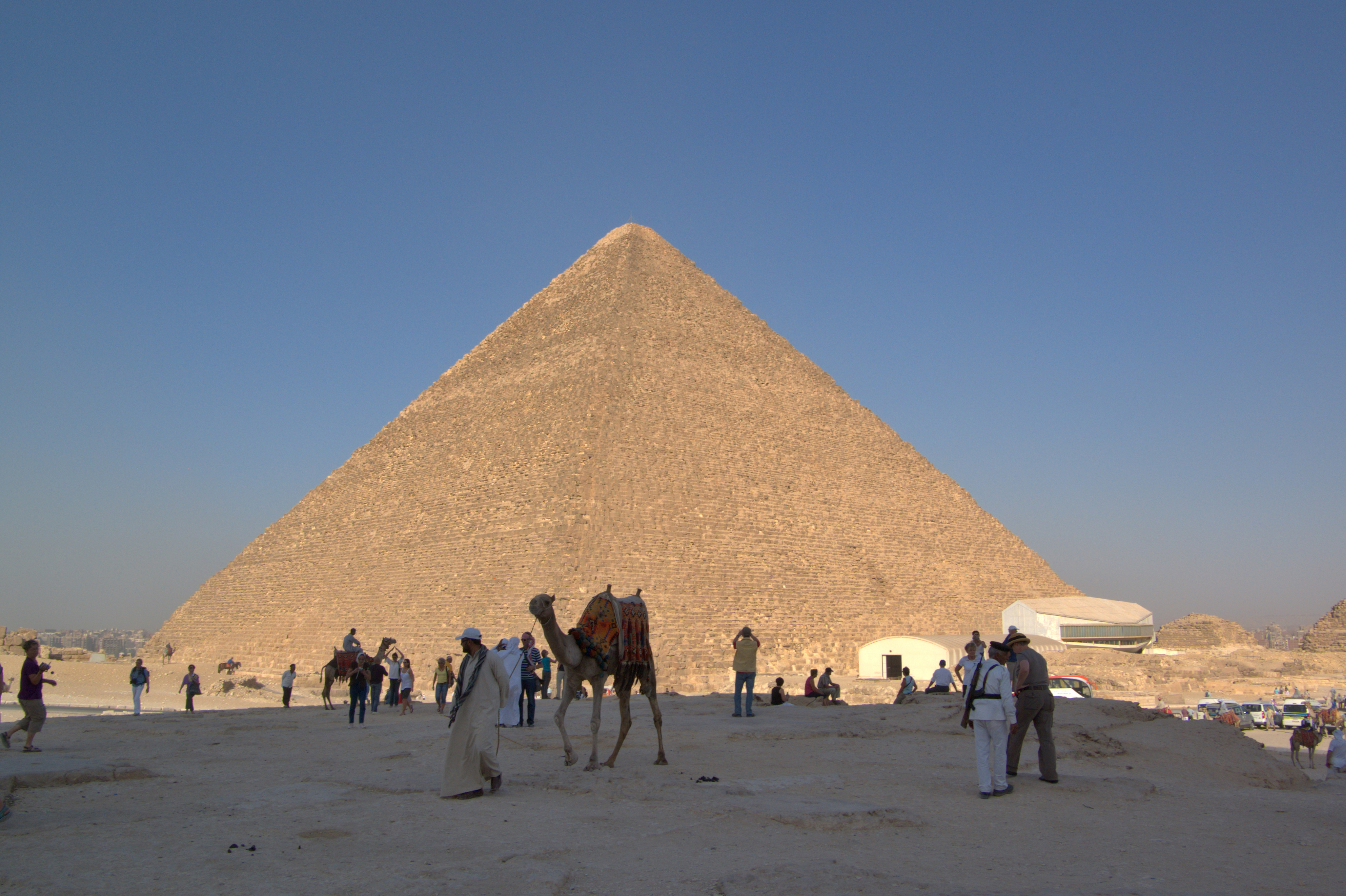
A Grande Pirâmide de Quéops.

O documentário da Nova, The Case of the Ancient Astronauts, mostra que todas as afirmações que Däniken fez sobre a Pirâmide de Quéops estavam erradas em toda a linha. A técnica de construção é bem conhecida, sabemos exatamente quais foram a ferramentas utilizadas, podemos ver as marcas destas ferramentas nas pedreiras e existem muitas ferramentas preservadas nos museus. Däniken afirma que lhes levaria uma enorme quantidade de tempo para cortar todos os blocos de pedra necessários e arrastá-los para a zona de construção a tempo de construir a Grande Pirâmide em apenas 20 anos, mas a Nova mostra como era fácil e rápido de cortar um bloco de pedra, e mostra os rolos usados no transporte. Ele também alega que os egípcios subitamente começaram a fazer pirâmides do nada, mas existem várias pirâmides que mostram o progresso alcançado pelos arquitetos egípcios enquanto aperfeiçoavam a técnica desde os simples mastabas até à pirâmides que se seguiram. Däniken afirmou que a altura das pirâmides multiplicada por um milhão era a distância para o Sol, mas o número fica muito abaixo disso. Ele também diz que os egípcios não conseguiriam alinhar as arestas de forma tão perfeita com o norte sem uma tecnologia tão avançada que apenas os extraterrestres conseguiriam oferecer-lhes, mas os egípcios conheciam métodos muito simples para encontrar o norte através da observação das estrelas, e é trivial fazer arestas direitas.

A tampa do sarcófago do rei Pacal, o Grande.

### Sarcófago de Palenque
Däniken afirma que o sarcófago de Palenque, no Templo das Inscrições, representa um astronauta sentado em cima de foguetão, vestindo um fato espacial. Contudo, arqueólogos não veem nada de especial nesta figura, o monarca Maia falecido com penteados e joalharia tradicionais Maias, rodeado de símbolos Maias pode ser observado juntamente com outros desenhos Maias. A mão direita não está a manipular quaisquer controlos de um foguetão, está porém simplesmente a fazer um gesto tradicional Maia, que outras figuras nos lados da tampa também estão a fazer, e não está a segurar seja o que for. O formato do foguetão é na realidade duas serpentes que juntam as suas cabeças no fundo, as chamas do foguetão são as barbas das serpentes. O motor do foguetão debaixo da figura é a face de um monstro, símbolo do submundo.

### As Pedras Ancestrais do Peru
Von Däniken divulgou fotografias de pedras ancestrais do Peru, as Pedras de Ica, com gravuras de homens usando telescópios, mapas do mundo detalhados e operações médicas avançadas, tudo muito para além do conhecimento dos antepassados peruanos. Mas a série de televisão Nova da PBS determinou que as pedras eram contemporâneas e chegou mesmo a localizar o oleiro que as fez. Este oleiro faz pedras diariamente e vende-as a turistas. Sabe-se que von Däniken visitou o oleiro e que examinou as pedras, contudo não mencionou este encontro no seu livro. Ele diz que não acreditou no oleiro quando este terá dito que as tinha feito. Däniken diz que perguntou ao Doutor Cabrera, um cirurgião local, dono de um museu, que lhe terá dito que o oleiro estava a mentir e que as pedras seriam ancestrais. Mas o oleiro tinha provas que Cabrera lhe tinha agradecido por providenciar as pedras para o museu. Por seu lado, Däniken alega que as pedras no museu eram muito diferentes daquelas que eram feitas pelo oleiro, mas os jornalistas da Nova supervisionaram a fabricação de uma das pedras e confirmaram que esta era muito semelhante às que se encontravam no museu.

### Estátuas da Ilha da Páscoa

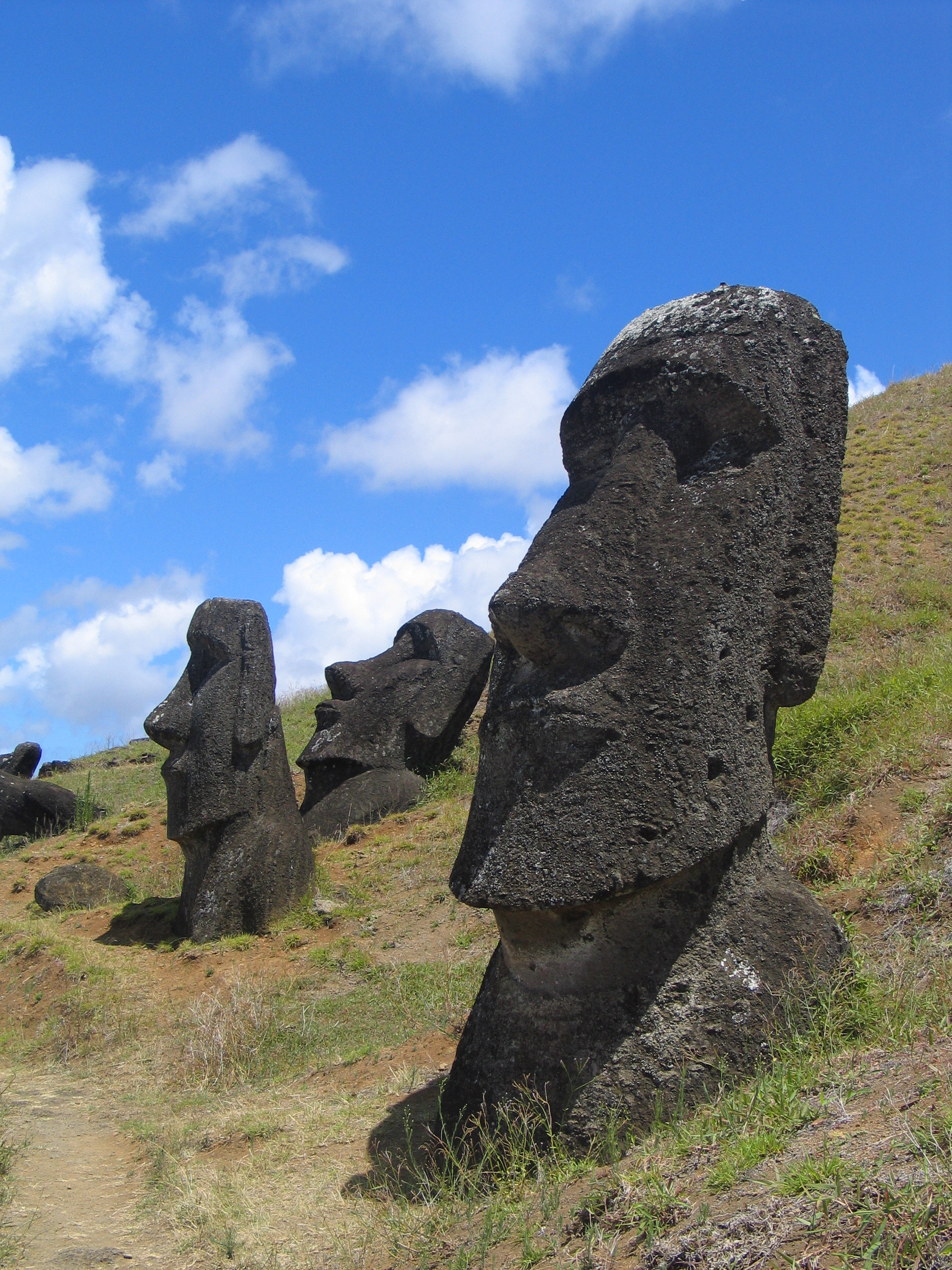
Moai numa colina em Rano Raraku.

Kenneth Feder acusou von Däniken de etnocentrismo europeu, enquanto John Flenley e Paul Bahn sugeriram que os pontos de vista como a sua interpretação das estátuas da Ilha da Páscoa "ignoram as realizações reais dos nossos antepassados e constituem a última palavra em racismo: subestimam a capacidade e engenho da espécie humana como um todo."

### Refutações
Ronald Story publicou em 1976 o livro The Space Gods Revealed, escrito em resposta à evidência apresentada no livro Eram os Deuses Astronautas? de Däniken. Esse livro foi avaliado como "uma refutação coerente e indispensável das teorias de Von Däniken".
Um artigo de 2004 na Revista Skeptic afirma que Däniken retirou muitos dos conceitos do livro O Despertar dos Mágicos, que este livro por sua vez foi influenciado grandemente pelos Mitos de Cthulhu, afirma ainda que os conceitos nucleares da teoria dos astronautas da antiguidade é originário das pequenas histórias de H. P. Lovecraft, "The Call of Cthulhu" escritas em 1926, e "At the Mountains of Madness" escrita em 1931.
Von Däniken, num documentário do ano de 2001, dizia que mesmo não conseguindo provar de forma conclusiva à comunidade científica que qualquer um dos itens no seu arquivo tem origem extraterrestre, ele sente que a "ciência de hoje" não iria aceitar tal evidência, porque "simplesmente não é o tempo certo". Disse também que saltou de Gestor de Hotel para "especialista do mundo antigo." Ele argumenta que, inicialmente, tal seria necessário para "preparar" a humanidade para um "magnífico mundo novo".

## Popularidade
O Jungfrau Park localizado perto de Interlaken, na Suíça, abriu em 2003 com o nome de Mystery Park, foi encerrado em 2006 por dificuldades financeiras e pouca adesão do público. Desde 2009 tem funcionado durante a temporada do Verão. Foi desenhado por Erich von Däniken, a temática explora vários grandes "mistérios" do mundo.
Ridley Scott disse que o seu filme Prometheus é baseado em algumas das ideias de von Däniken relacionadas com o início da civilização humana.
Analisando os dois DVDs do filme de Roland Emmerich, Stargate, Dean Devlin faz referência à parte "Is There a Stargate?" (Existe um Stargate algures?) que contém uma entrevista onde "escritor Erich von Däniken discute a evidência que este encontrou de que a Terra foi visitada por extraterrestres".

### Livros em inglês
- Chariots of the Gods? (Souvenir Press Ltd, 1969)
- Return to the Stars (Souvenir Press Ltd, 1970) ISBN 0-285-50298-0
- Gods from Outer Space (Bantam,1972; reprint of Return to the Stars)
- The Gold of the Gods (Souvenir Press Ltd, 1973) ISBN 0-285-62087-8
- Miracles of the Gods: A Hard Look at the Supernatural (Souvenir Press Ltd, 1975) ISBN 0-285-62174-2
- In Search of Ancient Gods: My Pictorial Evidence for the Impossible (Corgi books, 1976) ISBN 0-552-10073-0
- According to the Evidence (Souvenir Press, 1977) ISBN 0-285-62301-X
- Signs of the Gods (Corgi books, 1980) ISBN 0-552-11716-1
- The Stones of Kiribati: Pathways to the Gods (Corgi books, 1982) ISBN 0-552-12183-5
- The Gods and their Grand Design: The Eighth Wonder of the World (Souvenir Press, 1984) ISBN 0-285-62630-2
- The Eyes of the Sphinx: The Newest Evidence of Extraterrestrial Contact (Berkley Publishing Corporation, 1996) ISBN 978-0-425-15130-3
- The Return of the Gods: Evidence of Extraterrestrial Visitations (Element, 1998) ISBN 1-86204-253-5
- Arrival of the Gods: Revealing the Alien Landing Sites of Nazca (Element, 1998) ISBN 1-86204-353-1
- The Gods Were Astronauts: Evidence of the True Identities of the Old "Gods" (Vega books, 2001) ISBN 1-84333-625-1
- Odyssey of the Gods: An Alien History of Ancient Greece (Vega books, 2002) ISBN 978-1-84333-558-0
- History Is Wrong (New Page books, 2009) ISBN 978-1-60163-086-5
- Twilight of the Gods: The Mayan Calendar and the Return of the Extraterrestrials (New Page books, 2010) ISBN 978-1-60163-141-1
- Remnants of the Gods: A Visual Tour of Alien Influence in Egypt, Spain, France, Turkey, and Italy (New Page Books, 2013)

### Livros em alemão
- Der Tag an dem die Götter kamen (1984) ISBN 3-442-08478-4
- Habe ich mich geirrt? (1985) ISBN 3-570-03059-8
- Wir alle sind Kinder der Götter (1987) C. Bertelsmann, ISBN 3-570-03060-1
- Die Augen der Sphinx (1989) C. Bertelsmann, ISBN 3-570-04390-8
- Die Spuren der Ausserirdischen (1990) (Bildband) ISBN 3-570-09419-7
- Die Steinzeit war ganz anders (1991) ISBN 3-570-03618-9
- Ausserirdische in Ägypten (1991)
- Erinnerungen an die Zukunft (1992) (Reissue with new foreword)
- Der Götter-Schock (1992) ISBN 3-570-04500-5
- Raumfahrt im Altertum (1993) ISBN 3-570-12023-6
- Auf den Spuren der Allmächtigen (1993) C. Bertelsmann, ISBN 3-570-01726-5
- Botschaften und Zeichen aus dem Universum (1994) C. Bertelsmann, ISBN 3-442-12688-6
- Götterdämmerung (2009) KOPP Verlag 978-3942016049
- Grüße aus der Steinzeit: Wer nicht glauben will, soll sehen!, 2010
- Was ist falsch im Maya-Land?: Versteckte Technologien in Tempeln und Skulpturen, 2011
- Was ich jahrzehntelang verschwiegen habe, 2015

### Filmes
- Filme Longa metragem sobre ufologia, "Species Hunters And The Secret Symbol" (Caçadores de Espécies e o Símbolo Secreto) com direção do cineasta Nyck Maftum, Produtores Guata Maftum e Ruy Marques, participação especial de "Erich Von Däniken", produzido pela empresa "Arquiteto Cinema" Curitiba Paraná Brazil, 2015.